# 萨尔图街道
萨尔图街道，是中华人民共和国黑龙江省大庆市萨尔图区下辖的一个乡镇级行政单位。
在改革基層政區之後，2012年12月由街道改稱社區，原來轄下的社區改爲居委會。現時轄區面積22.7km²，共7065戶約有2.4萬人。

## 行政区划
萨尔图街道下辖以下地区：
红旗社区、三环社区、胜利社区和馨民苑社区。